# ZNF3
ZNF3‏ (Zinc finger protein 3 (A8-51)) هوَ بروتين يُشَفر بواسطة جين ZNF3 في الإنسان.